# جواز سفر ألمانيا الشرقية
كان جواز سفر ألمانيا الشرقية يصدر لمواطني ألمانيا الشرقية السابقة بغرض السفر الدولي. منذ أن تم إعادة توحيد ألمانيا، يصدر لجميع المواطنين الألمان جوازات سفر ألمانية.

## اللغات
جوازات سفر ألمانيا الشرقية تحتوي على نص في باللغات الألمانية والفرنسية والإنجليزية والروسية.

## ملاحظة في جواز السفر
تحتوي جوازات سفر ألمانيا الشرقية على ملاحظة تفيد بأن:
يطلب من وزارة الشؤون الخارجية وجميع السلطات على حد سواء في الداخل والخارج للسماح لحامل هذا الجواز بالسفر بحرية ومنحه أي نوع من الحماية والمساعدة التي قد يحتاجها.
الإصدارات التي صدرت في أواخر عام 1989 وما بعدها إلى زوال البلاد حذفت هذه الملاحظة.